# 克莱孟七世大厅
43°46′8.14″N 11°15′25.51″E / 43.7689278°N 11.2570861°E
克莱孟七世大厅（sala di Clemente VII）是佛罗伦萨旧宫内最富丽堂皇的房间之一，位于贵族层。今天，这里是佛罗伦萨市长的办公室。
这个大厅是美第奇家族的代表庆典和凯旋的房间之一，由科西莫一世·德·美第奇修建，献给教宗克莱孟七世，他是继良十世之后，美第奇家族的第二位教宗。1556年至1562年，大厅在乔治·瓦萨里的监督下进行了装饰，乔瓦尼·斯特拉达诺绘制了部分场景。自乌巴尔蒂诺·佩鲁齐的时代起，佛罗伦萨市长就开始使用这座大厅，直到几年前才重新开放为博物馆。这些家具仍然是市长办公室的家具，在会议上仍然使用。
一系列画作是为了纪念克莱孟七世与查理五世和 弗朗索瓦一世之间的外交活动，以及美第奇家族的当代人物，如公爵亚历山德罗·德·美第奇 和枢机主教伊波利托·德·美第奇。

## 天花板
天花板包括一块大的中央面板，四周排列着四块矩形面板，在长边上，每边都有两幅椭圆形绘画。周围是莱昂纳多·里卡雷利和乔瓦尼·迪·托马索·博斯科的灰泥，马里奥·迪·弗朗切斯科为其镀金。
在天花板中央，描绘克莱孟七世在博洛尼亚的圣白托略大殿 为查理五世加冕，纪念美第奇和哈布斯堡之间的联系。
在椭圆和矩形中，有教宗和他同时代人物的生活场景：

## 墙壁

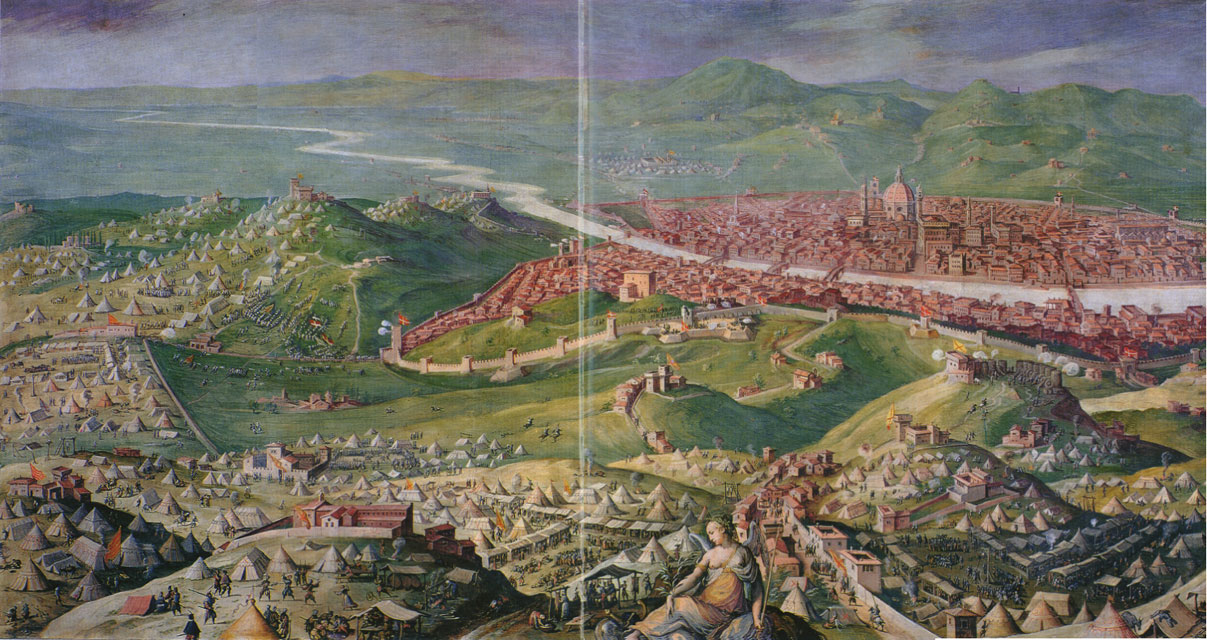
佛罗伦萨围城

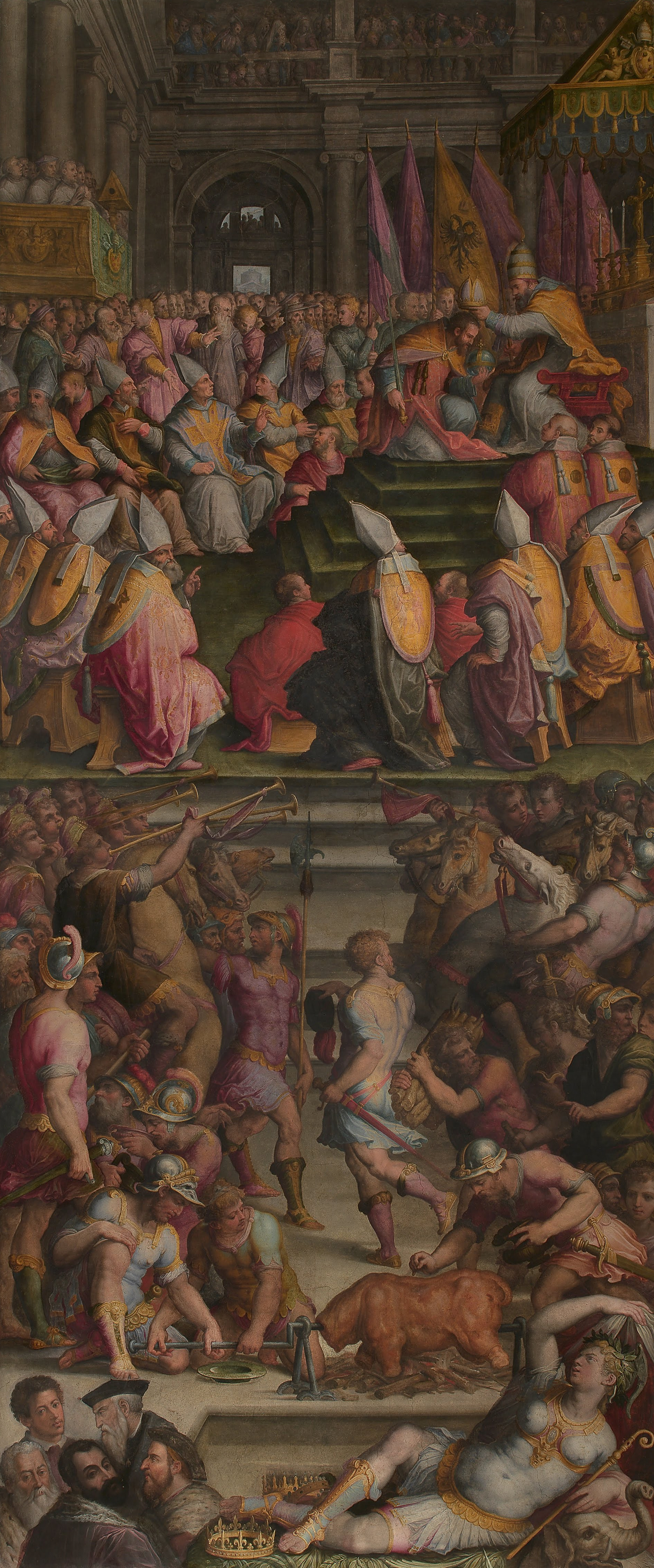
瓦萨里：《克莱孟七世在博洛尼亚的圣白托略大殿为查理五世加冕》

墙壁上装饰着克莱孟七世时期的各种战争场面的壁画，这些壁画都与教宗军队和帝国军队在1529-1530年进攻佛罗伦萨有关，在著名的佛罗伦萨围城（assedio di Firenze）中达到高潮。这一事件标志着佛罗伦萨共和国的彻底灭亡和美第奇公国的开始。
在这些壁画中，乔瓦尼·斯特拉达诺的壁画《佛罗伦萨围城》尤为突出，可以辨认出许多城市的地标。黄色的旗帜可以辨认出是帝国军队，在城市周围可以看到敌军指挥官驻扎的建筑，以及带帐篷和商店的士兵营地。
右侧同一面墙上，还有9幅若干大小不一的壁画，描绘在皮斯托亚、恩波利、罗马门、沃尔泰拉、波维罗萨的圣多纳托、比萨、加维纳等处的战事。上述壁画均由斯特拉达诺创作。《克莱孟七世和查理五世》和《克莱孟七世与弗朗索瓦一世》两幅画作出自乔治·瓦萨里之手。